# Hamilton Fish Armstrong

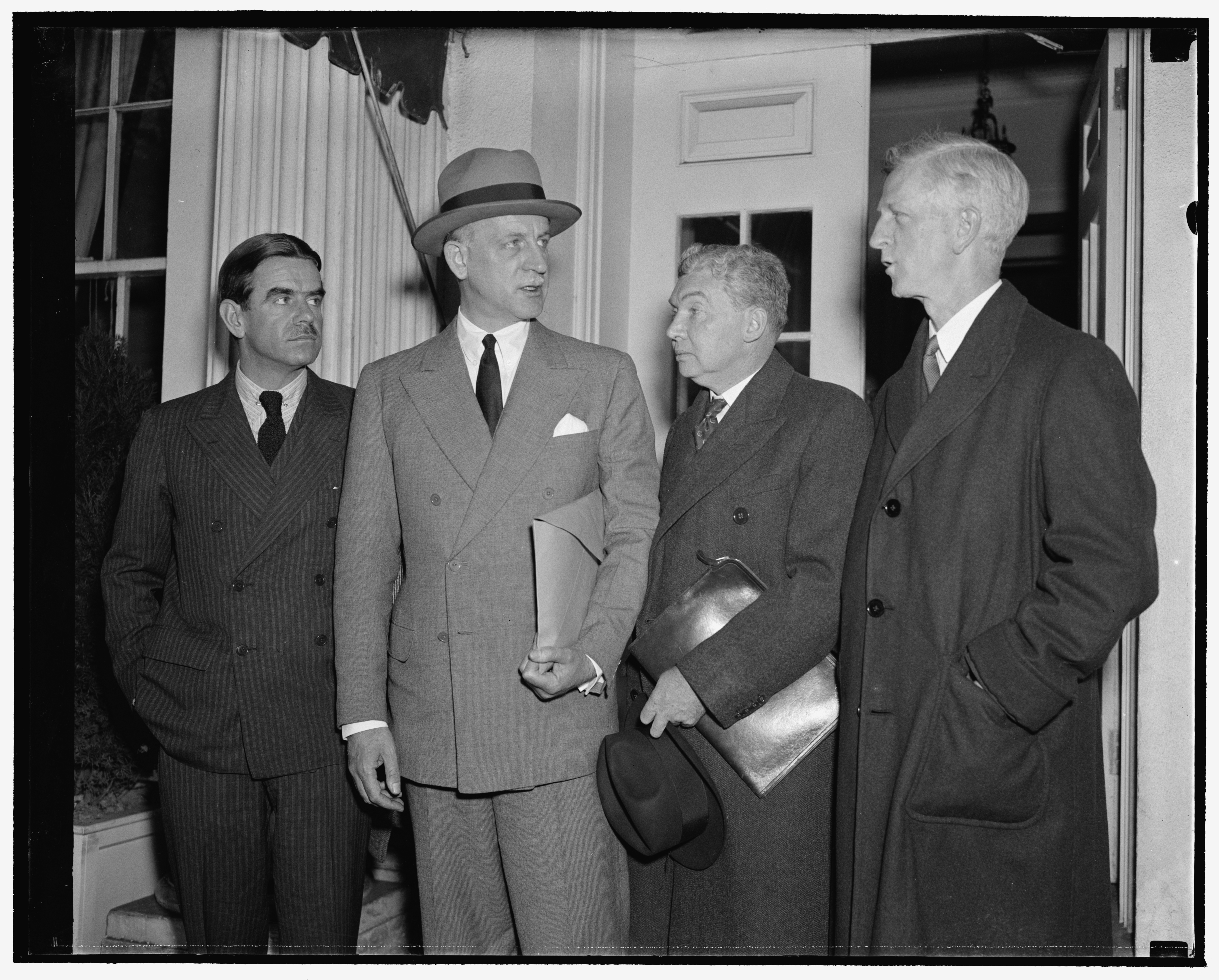
Hamilton Fish Armstrong (links) bei einem Besuch im Weißen Haus (1938)

Hamilton Fish Armstrong (* 7. April 1893 in New York City; † 24. April 1973 ebenda) war ein US-amerikanischer Journalist. Er war ein hochrangiges Mitglied des Council on Foreign Relations und zwischen 1928 und 1972 Chefredakteur von Foreign Affairs.

## Laufbahn
Hamilton Fish Armstrong wurde in die einflussreiche Familie Fish geboren, die zahlreiche bekannte Politiker und Diplomaten hervorgebracht hat. Armstrong wurde nach seinem Großonkel Hamilton Fish benannt, der Außenminister in der Regierung von Ulysses Grant war. Er besuchte die Princeton University, wo er als Studentenreporter für den Daily Princetonian tätig war. Er schloss sein Studium in Princeton 1916 ab. Obwohl er in einer republikanischen Familie aufwuchs, unterstützte Armstrong die Präsidentschaftskampagne des Bewerbers der demokratischen Partei Woodrow Wilson 1912.
Er begann seine journalistische Laufbahn im Wirtschaftsressort von The New Republic. Während des Ersten Weltkriegs war er Militärattaché in Serbien, was sein lebenslanges Interesse an Außenpolitik weckte. Armstrong behielt sein Interesse an der Balkanregion während seiner gesamten Laufbahn bei und veröffentlichte mehrere Bücher über diese.
Im Jahr 1922 wurde Armstrong auf Wunsch des Herausgebers Archibald Cary Coolidge leitender Redakteur von Foreign Affairs, der Zeitschrift des neu gegründeten Council on Foreign Relations. Armstrong änderte den Namen der Zeitschrift vom Journal of International Relations, das er „langweilig“ fand, in Foreign Affairs. Nach Coolidges Tod im Jahr 1928 wurde Armstrong leitender Redakteur und zog sich erst 1972, im fünfzigsten Jahr der Veröffentlichung der Zeitschrift, aus dieser Position zurück.
Armstrong war ein Internationalist und Befürworter offener Märkte. Während der Großen Depression kritisierte er die Isolationisten und plädierte für das Engagement Amerikas in der Welt. In den 1930er Jahren warnte Armstrong beharrlich vor dem Aufstieg der Diktaturen in Europa, insbesondere des Nationalsozialismus. Er verfasste sechs Bücher, in denen er Diktaturen verurteilte, darunter den Bestseller We or They von 1937. In den Jahren vor dem Zweiten Weltkrieg sprach er sich gegen die amerikanische Neutralität aus. Armstrong war ein prominenter Unterstützer der Präsidentschaftskampagne von Franklin Delano Roosevelt im Jahr 1936.
1933 interviewte Armstrong Adolf Hitler kurz nach dessen Ernennung zum deutschen Reichskanzler. Es war eines der ersten Interviews Hitlers mit einem ausländischen Journalisten. Nach dem Gespräch äußerte Armstrong seine Unzufriedenheit über Hitler und seine Besorgnis darüber, was Hitler für die Weltpolitik bedeutete. Armstrong schrieb schon früh über die Unterdrückung der politischen Opposition in Deutschland sowie über die Verfolgung der Juden. 1933 wurde sein Buch Hitler's Reich: The First Phase veröffentlicht.
Armstrong war geschäftsführender Direktor des Council on Foreign Relations. Während des Zweiten Weltkriegs wirkte er an den War and Peace Studies mit, welche eine wichtige Rolle bei der Ausarbeitung der Nachkriegsordnung spielten. 1940 wurde Armstrong Mitglied der American Philosophical Society.
Er starb nach langer Krankheit am 24. April 1973 im Alter von 80 Jahren.

## Privatleben
Armstrong war dreimal verheiratet. Helen MacGregor Byrne wurde 1918 seine Frau; ihr einziges Kind wurde 1923 geboren. Armstrong und Byrne ließen sich 1938 scheiden. Im selben Jahr heiratete sie Walter Lippmann und beendete damit die Freundschaft zwischen den beiden Männern. Armstrong heiratete 1945 die Schriftstellerin Carman Barnes, eine Ehe, die 1951 in einer Scheidung endete. Im selben Jahr heiratete Armstrong Christa von Tippelskirch.

## Veröffentlichungen
- The New Balkans (1926)
- Where the East Begins (1929)
- Hitler's Reich: The First Phase (1933)
- Europe Between Wars? (1934)
- Can We Be Neutral? (mit Allen W. Dulles) (1936)
- "We or They": Two Worlds in Conflict (1936)
- When There Is No Peace. New York: Macmillan (1939)
- Can America Stay Neutral? (mit Allen W. Dulles) (1939)
- Chronology of Failure: The Last Days of the French Republic. New York: Macmillan (1940)
- The Calculated Risk (1947)
- Tito and Goliath (1951)
- Those Days (1963)
- Peace and Counterpeace: From Wilson to Hitler: Memoirs of Hamilton Armstrong Fish. New York: Harper & Row (1971)